# Tomaž Kristan
Tomaž Kristan (tudi Christian), slovenski zdravnik, * 17. oktober 1735, Želeče (Bled), † 9. maj 1800, Dunaj.

## Življenjepis
Kristan je študiral teologijo v Celovcu, Ljubljani in Gradcu, na Dunaju pa najprej pravo in od 1766 dalje medicino; na medicinski fakulteti je 1771 diplomiral s področja kemičnih lastnosti kislin. Štiri leta je vodil bolnišnico v Raabu v zahodni Avstriji in se potem vrnil na Dunaj. Kristan je bil član ljubljanske akademije operozov in zdravnik na Dunaju, kjer je imel zasebno zdravniško prakso.
Objavil je več znanstvenih razprav, med katerimi je pomembno zlasti delo o epidemiji hude oblike gripe, ki se je širila v obdobju 1781-1782.